# Pablo Napoli
Pablo Napoli (Mendoza, 22 agosto 1945 – 25 settembre 2020) è stato un attore argentino, noto per la parte di Hector Gomez nella telenovela Niní.

## Filmografia
- Memorias y olvidos, regia di Simón Feldman (1987)
- Las guachas, regia di Ricardo Pérez Roulet (1993)
- Carlos Monzón, el segundo juicio, regia di Gabriel Arbós (1996)
- Cenizas del paraíso, regia di Marcelo Piñeyro (1997)
- La nube, regia di Fernando E. Solanas (1998)
- Campo de sangre, regia di Gabriel Arbós (2001)
- Nada x perder, regia di Enrique Aguilar (2001)
- Niní - serial TV, 129 puntate (2009-2010)